# Campeonato Sul-Americano de Futebol Sub-15 de 2013
O Campeonato Sul-Americano de Futebol Sub-15 de 2013 foi a sexta edição deste campeonato disputado por jogadores com até 15 anos de idade. Foi realizado nas cidades de Cacador e Santa Cruz de la Sierra, na Bolívia, na segunda metade de novembro.

## Equipes participantes
Todas as dez equipes filiadas a CONMEBOL participaram do evento:
| Seleção   | Participações |  |  |
| --------- | ------------- |  |  |
| Seleção   | Participações |  |  |
| Argentina | 6ª            |  |  |
| Bolívia   | 6ª            |  |  |
| Brasil    | 6ª            |  |  |
| Chile     | 6ª            |  |  |
| Colômbia  | 6ª            |  |  |
| Equador   | 6ª            |  |  |
| Paraguai  | 6ª            |  |  |
| Peru      | 6ª            |  |  |
| Uruguai   | 6ª            |  |  |
| Venezuela | 6ª            |  |  |

## Árbitros
Está á lista com os dez árbitros e dez assistentes que atuaram no campeonato.
| Árbitros              | Assistentes              |
| --------------------- | ------------------------ |
| ARG Pablo Daniel Díaz | ARG Ezequiel Brailovsky  |
| BOL Gery Vargas       | BOL Javier Bustillos     |
| BRA Wilton Sampaio    | BRA Kleber Lúcio Gil     |
| CHI Roberto Tobar     | CHI Raul Orellana        |
| COL Wilson Lamouroux  | COL Christian De La Cruz |

| Árbitros                | Assistentes         |
| ----------------------- | ------------------- |
| ECU Carlos Orbe         | ECU Edwin Bravo     |
| PAR Mario Díaz de Vivar | PAR Eduardo Cardozo |
| PER Miguel Santivañez   | PER Víctor Raez     |
| URU Andrés Cunha        | URU Carlos Changala |
| VEN Jesus Valenzuela    | VEN Túlio Moreno    |

## Primeira fase

### Grupo A
| Seleção   | Pts | J | V | E | D | GP | GC | SG |
| --------- | --- | - | - | - | - | -- | -- | -- |
| Peru      | 10  | 4 | 3 | 1 | 0 | 11 | 5  | 6  |
| Argentina | 10  | 4 | 3 | 1 | 0 | 11 | 7  | 4  |
| Paraguai  | 4   | 4 | 1 | 1 | 2 | 6  | 6  | 0  |
| Equador   | 4   | 4 | 1 | 1 | 2 | 5  | 6  | -1 |
| Bolívia   | 0   | 4 | 0 | 0 | 4 | 2  | 11 | -9 |

### Grupo B
| Seleção   | Pts | J | V | E | D | GP | GC | SG  |
| --------- | --- | - | - | - | - | -- | -- | --- |
| Colômbia  | 10  | 4 | 3 | 1 | 0 | 9  | 3  | 6   |
| Chile     | 7   | 4 | 2 | 1 | 1 | 6  | 5  | 1   |
| Brasil    | 5   | 4 | 1 | 2 | 1 | 4  | 2  | 2   |
| Uruguai   | 5   | 4 | 1 | 2 | 1 | 6  | 5  | 1   |
| Venezuela | 0   | 4 | 0 | 0 | 4 | 4  | 14 | -10 |

## Fase final
|  | Semifinal      | Semifinal |   |  | Final          | Final |  |
|  |                |           |   |  |                |       |  |
|  | 28 de Novembro |           |   |  |                |       |  |
|  | Peru           | 2         |   |  |                |       |  |
|  | Chile          | 0         |   |  |                |       |  |
|  |                |           |   |  |                |       |  |
|  |                |           |   |  | 30 de Novembro |       |  |
|  |                |           |   |  | Peru           | 1     |  |
|  |                | Colômbia  | 0 |  |                |       |  |
|  |                |           |   |  |                |       |  |
|  |                |           |   |  |                |       |  |
|  |                |           |   |  |                |       |  |
|  | 28 de Novembro |           |   |  |                |       |  |
|  | Colômbia       | 2         |   |  |                |       |  |
|  | Argentina      | 0         |   |  |                |       |  |

## Premiação
| Campeonato Sul-Americano de Futebol Sub-15 de 2013 |
| Peru                                               |
| -------------------------------------------------- |
| Peru Campeão (1º título)                           |